# Eupilumnus fragaria
Eupilumnus fragaria is een krabbensoort uit de familie van de Oziidae. De wetenschappelijke naam van de soort is voor het eerst geldig gepubliceerd in 1998 door Yang, Dai & Ng.